# Fachkaufmann für Organisation
Fachkaufmann für Organisation ist ein öffentlich-rechtlich anerkannter Abschluss auf Meisterebene, der nach einer erfolgreich absolvierten funktionsbezogenen kaufmännischen Aufstiegsfortbildung nach dem deutschen Berufsbildungsgesetz vergeben wird. Die Prüfung erfolgt vor dem Prüfungsausschuss einer Industrie- und Handelskammer (IHK).
Für die Weiterbildungsprüfung zum Fachkaufmann für Organisation gibt es keine bundeseinheitlichen rechtlichen Regelungen. Von den zuständigen Industrie- und Handelskammern wurden jedoch besondere Vorschriften erlassen.

## Tätigkeit
Fachkaufleute für Organisation sind Fachkräfte im Gebiet der Organisation und Bindeglied zwischen Geschäftsführung und Mitarbeitern in der Industrie, Banken, in Versicherungen und Dienstleistungsunternehmen. Sie arbeiten eng mit anderen betrieblichen Funktionsbereichen zusammen und sind in der mittleren Führungsebene angesiedelt. Ihr Aufgabenschwerpunkt ist die Analyse von Organisationskonzepten, zu deren Mängel sie Lösungen und Optimierungen bezüglich der Betriebsabläufe erarbeiten.

## Ausbildung
Öffentliche und private Bildungsträger bieten Vorbereitungslehrgänge zu den Prüfungen von einem Jahr bei Vollzeitunterricht oder zwei Jahren bei berufsbegleitendem Unterricht an; für die Zulassung zur Prüfung ist die Teilnahme an einem Lehrgang allerdings nicht verpflichtend. Voraussetzung für die Prüfungszulassung ist eine abgeschlossene, anerkannte Berufsausbildung in einem anerkannten, kaufmännischen Beruf. Daneben ist eine Berufspraxis von mindestens drei Jahren erforderlich.

### Schwerpunkte
Die Schwerpunkte der Ausbildung liegen in:
- Organisationslehre
- Betriebswirtschaftslehre
- Organisationspsychologie und Organisationssoziologie
- Elektronische Datenverarbeitung
- Büro- und Verwaltungsorganisation
- Arbeits- und Sozialrecht
- Volkswirtschaftslehre